# Hessisch voetbalkampioenschap 1908/09
In 1908/09 werd het derde Hessisch voetbalkampioenschap gespeeld, dat georganiseerd werd door de West-Duitse voetbalbond. De clubs die vorig seizoen in groep B speelden werden overgeheveld naar de nieuwe Opper-Hessische competitie.
Casseler FV 95 werd kampioen en plaatste zich voor de West-Duitse eindronde. De club verloor met 8:5 van SC Preußen Duisburg.

## A-Klasse
| Plaats | Club                      | Wed. | W | G | V | Saldo | Ptn. |
| ------ | ------------------------- | ---- | - | - | - | ----- | ---- |
| 1.     | Casseler FV 95            | 8    |   |   |   | 27:13 | 14:2 |
| 2.     | 1. FC Borussia Fulda      | 8    |   |   |   | 19:11 | 14:2 |
| 3.     | 1. Casseler BC Sport 1894 | 8    |   |   |   | 11:17 | 7:9  |
| 4.     | FV Teutonia Cassel        | 8    |   |   |   | 11:20 | 5:11 |
| 5.     | Göttinger FC 1905         | 8    |   |   |   | 0:7   | 0:16 |

|  | Play-off titel |

Play-off
| Team 1         | Uitslag | Team 2              |
| -------------- | ------- | ------------------- |
| Casseler FV 95 | 7:4     | 1.FC Borussia Fulda |

## B-Klasse
| Plaats | Club                          | Wed. | W | G | V | Saldo    | Ptn.  |
| ------ | ----------------------------- | ---- | - | - | - | -------- | ----- |
| 1.     | BSV Herkules Cassel           | 8    |   |   |   | 40:06:00 | 12:04 |
| 2.     | FA Fuldaer Kickers            | 8    |   |   |   | 18:14    | 09:07 |
| 3.     | FV Hohenzollern-Südend Cassel | 8    |   |   |   | 10:15    | 09:07 |
| 4.     | FC Viktoria Fulda             | 8    |   |   |   | 14:17    | 06:10 |
| 5.     | FV Wacker Cassel              | 8    |   |   |   | 12:38    | 04:12 |

|  | Kampioen, promotie |